# Complejo Deportivo Amoranto
El Complejo Deportivo Amoranto es un complejo deportivo situado en la ciudad de Quezón, en el país asiático de Filipinas. El espacio cuenta con varios lugares, incluyendo un estadio principal que se utiliza para el fútbol, atletismo y otros deportes. El recinto principal tiene una capacidad para 15.000 espectadores. También hay un velódromo que fue sede de los eventos de ciclismo de los Juegos del Sudeste Asiático en el 2005.